# Người Gaul xâm lược Balkan
Những bộ lạc Celt, dưới sự lãnh đạo của các tù trưởng La Tene, đã bắt đầu một cuộc di chuyển vào miền Đông-Nam bán đảo Balkan từ thế kỷ thứ tư TCN. Mặc dù các thành trì của họ đã tập trung ở vùng tây nam của thung lũng Carpathia, đây không phải là những cuộc xâm lược thường xuyên và thực dân, ngoại trừ chính bán đảo Balkan.
Từ các cơ sở mới ở miền Bắc Illyria và Pannonia, cuộc xâm lược của người Gaul lên tới đỉnh điểm vào thế kỷ thứ 3 TCN, khi họ xâm lược Macedonia, Thrace, và Hy Lạp. Vào năm 279 TCN, cuộc xâm lược Hy Lạp đã được tiến hành bằng một loạt các chiến dịch tiến hành từ miền nam của Balkan và chống lại vương quốc Macedonia vốn có được ánh hào quang của thành công từ cuộc viễn chinh của Alexandros Đại đế trước đây. Một phần của cuộc xâm lược đã tiến vào vùng đất Tiểu Á mà cuối cùng đã trở thành vùng định cư được đặt tên theo họ, Galatia.

## Những thành trì ở đông nam châu Âu
Từ thế kỉ 4 TCN, những nhóm người Celt đã tiến vào vùng Carpathian và vùng thung lũng sông Danube, trùng với cuộc di chuyển của họ vào Ý. Boii và Volcae là 2 liên minh lớn của người Celt, đã hợp tác với nhau trong những chiến dịch của họ. Những nhóm nhỏ di chuyển theo 2 hướng chính đó là: một theo sông Danube, một hướng từ phía đông từ Ý. Tương truyền, 30 vạn người đã di chuyển tới Ý và Illyria. Vào thế kỷ thứ ba, các khu cư dân của Pannonia đã gần như hoàn toàn thuộc giống người Celt.

## Những cuộc viễn chinh thời kì đầu
Tình hình chính trị Bắc Balkan trong thế kỉ thứ 4 có vẻ đã ở trong tình trạng bất ổn, đem lại cho người Gaul nhiều lợi thế. Người Illyria đang trong tình trạng sẵn sàng chiến tranh chống lại Macedonia, để lại miền tây suy yếu của người Celt. Trong dưới triều vua Alexandros của Macedonia, người Celt bị ngăn cản tiến xuống phía nam gần Macedon. Chính vì vậy, những cuộc viễn chinh của người Celt thời kì đầu tập trung vào những bộ lạc Illyria.
Năm 335 TCN, người Celt gửi đại diện đến để tỏ sự kính trọng đến vua Alexandros Đại Đế, trong khi người Macedonia đang tham gia vào cuộc chiến tranh chống lại các bộ tộc Thracia ở biên giới phía bắc. Một số nhà sử học cho rằng hành động ngoại giao này là để đánh giá sức mạnh của quân đội Macedonia, vì mục tiêu chính của người Celt là sự giàu có của Hy Lạp. Sau khi Alexandros Đại đế qua đời,quân đội của người Celt bắt đầu di chuyển xuống khu vực phía nam, đe dọa đến Macedonia và Hy Lạp. Năm 310 TCN, tướng lĩnh người Celt, Molistomos đã tiến xâu vào lãnh thổ Ilyria, chinh phục người Dardania, Paeonia và Triballi. Vị vua mới của Macedonia, Cassander cảm thấy cần đặt những kẻ thù cũ của mình, người Ilyria, dưới sự bảo trợ của ông. Năm 298 TCN, họ đã cố gắng một cuộc tấn công sâu vào Thrace và Macedonia, nơi họ phải chịu một thất bại nặng gần Haemus Mons về tay Cassander. Tuy vậy,những người Celt khác, dưới sự chỉ huy của tướng Cambaules tiến đến Thrace và chiếm một vùng đất rộng lớn.

## Cuộc xâm lược Hy Lạp

### Cuộc đại viễn chinh năm 279 TCN
Xem thêm:Brennus (thế kỉ 3 TCN)
Năm 281 TCN đánh dấu bước ngoặt của các áp lực quân sự Celtic về phía nam tại vùng Balkan, và hướng tới Hy Lạp. Sự sụp đổ của vương quốc Lysimachos đã mở đường cho cuộc di cư. Nguyên nhân này được giải thích bởi Pausanias là vì sự tham lam cướp bóc, by Justin as a result of overpopulation, theo Justin là sự gia tăng dân số, và bởi Memnon là kết quả của nạn đói. Theo Pausanias,cuộc tấn công thăm dò ban đầu đã được lãnh đạo bởi Cambaules mà khi rút lui họ nhận thấy rằng mình đã quá ít.

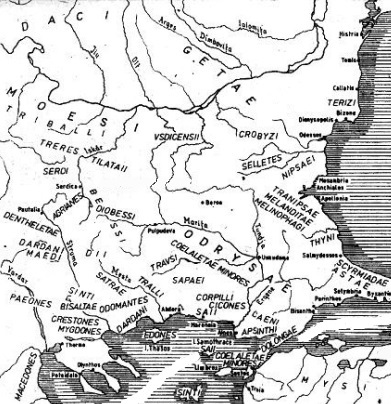
Hành trình đánh chiếm của người Gaule.

Năm 280 TCN một đội quân rất lớn, bao gồm khoảng 85000 chiến binh, đến từ Pannonia và chia thành ba đoàn, hành quân về phía Nam trong Cuộc đại viễn chinh vào Macedonia và miền trung Hy Lạp. 20000 người, đứng đầu là Cerethrius, di chuyển chống lại người Thracia và Triballi. Một bộ phận, do Brennus và Acichorius chống lại người Pannonia, trong khi phần còn lại đứng đầu là Bolgios, nhằm vào người Macedonia và Ilyria.
Bolgios đã gây tổn thất nặng cho người Macedonia, khiến vị vua trẻ Ptolemaios Keraunos, bị bắt và bị chém đầu. Nhưng quân đội của Bolgios đã bị đánh bại bởi người quý tộc Macedonia, Sosthenes, giành lại những gì họ đã mất.Khiến đội quân của Bolgios phải rút về. Sosthenes, lần lượt sau đó bị tấn công và đánh bại bởi Brennus và đội quân của ông ta, người sau đó được tự do để tàn phá đất nước.
Sau khi trở về quê nhà từ những cuộc viễn chinh, Brennus kêu gọi và thuyết phục họ gắn kết vào một cuộc xâm lược lần thứ ba nhằm vào miền trung Hy Lạp, do bản thân ông và Acichorius chỉ huy. ghi chép về đội quân hùng hậu của họ gồm 152.000 bộ binh 24.400 và kỵ binh. thực tế số lượng lính kỵ chỉ bằng một nửa so thực tế: Pausanias mô tả cách họ đã sử dụng một chiến thuật gọi là trimarcisia, mà mỗi kỵsix được hỗ trợ bởi hai người đầy tớ, những người có thể mang cho họ một con ngựa cùng những tranh bị cần phải được tháo dỡ.

### Trận Thermopylae (279 TCN)

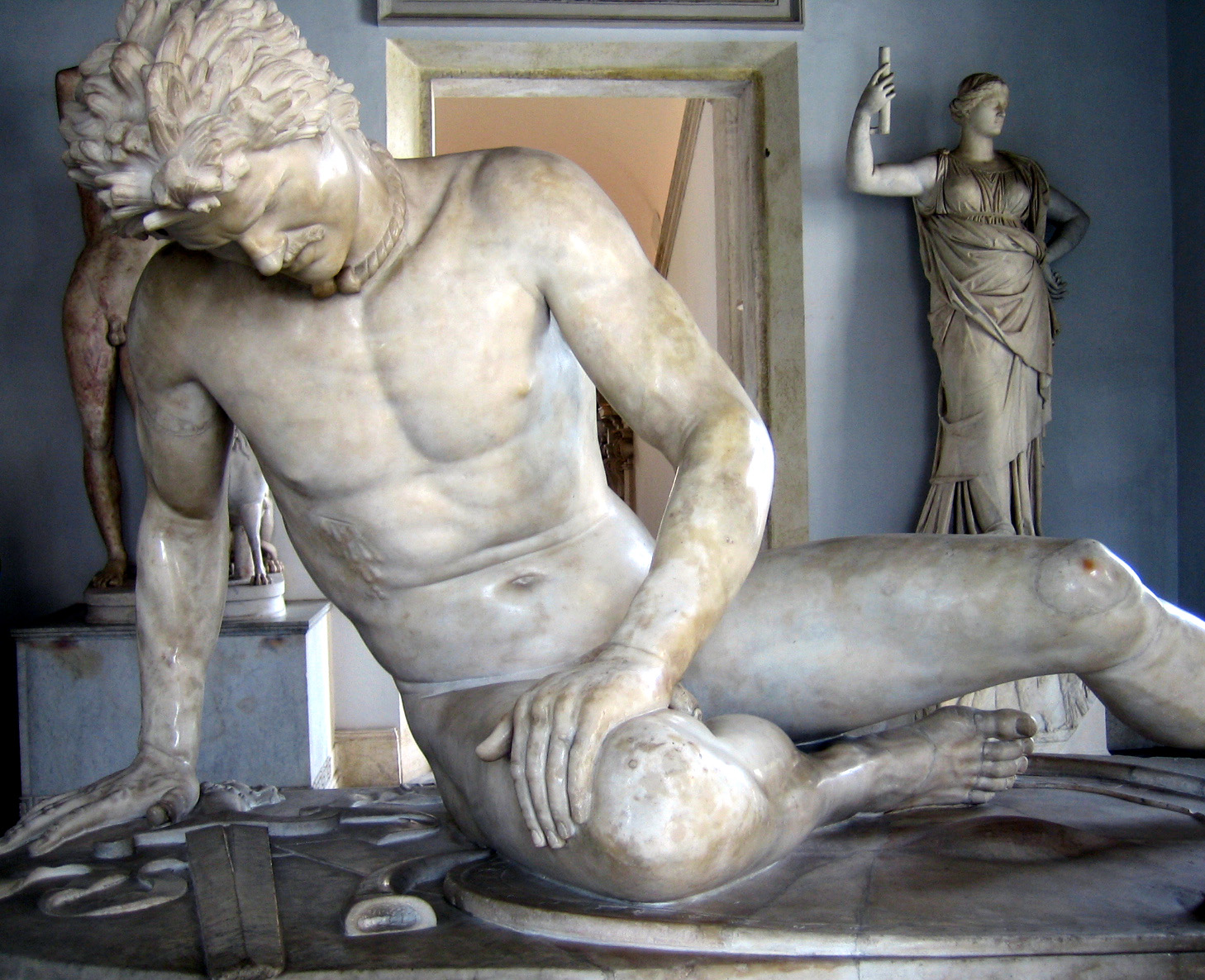
A Roman copy of a Greek statue commemorating the victory over the Galatians called The Dying Gaul.

Một liên minh Hy Lạp tạo ra từ người Aetolia, Boeotia, Athen, Phocian, và người Hy Lạp khác từ phía Bắc của Corinth đã tiến đến khu đất hẹp Thermopylae, trên bờ biển phía đông của trung Hy Lạp. Trong cuộc tấn công ban đầu, lực lượng của Brennus bị thiệt hại nặng nề. Do đó ông quyết định phái một lực lượng lớn theo Acichorius tiến đánh Aetolia. Lực lượng người Aetolia, như Brennus hy vọng, rời Thermopylae để bảo vệ nhà của họ. Người Aetolia tham gia hàng loạt vào việc phòng thủ - người già và phụ nữ tham gia cuộc chiến  Nhận thấy thanh gươm Gallic chỉ nguy hiểm ở khu gần, người Aetolians dùng đến chiến thuật giao tranh khoảng cách xa. Theo Pausanias, chỉ một nửa số đó đi đến Aetolia là trở về.
Cuối cùng Brennus tìm thấy một cách vượt qua Thermopylae nhưng người Hy Lạp đã trốn thoát bằng đường biển.

### Tấn công Delphi

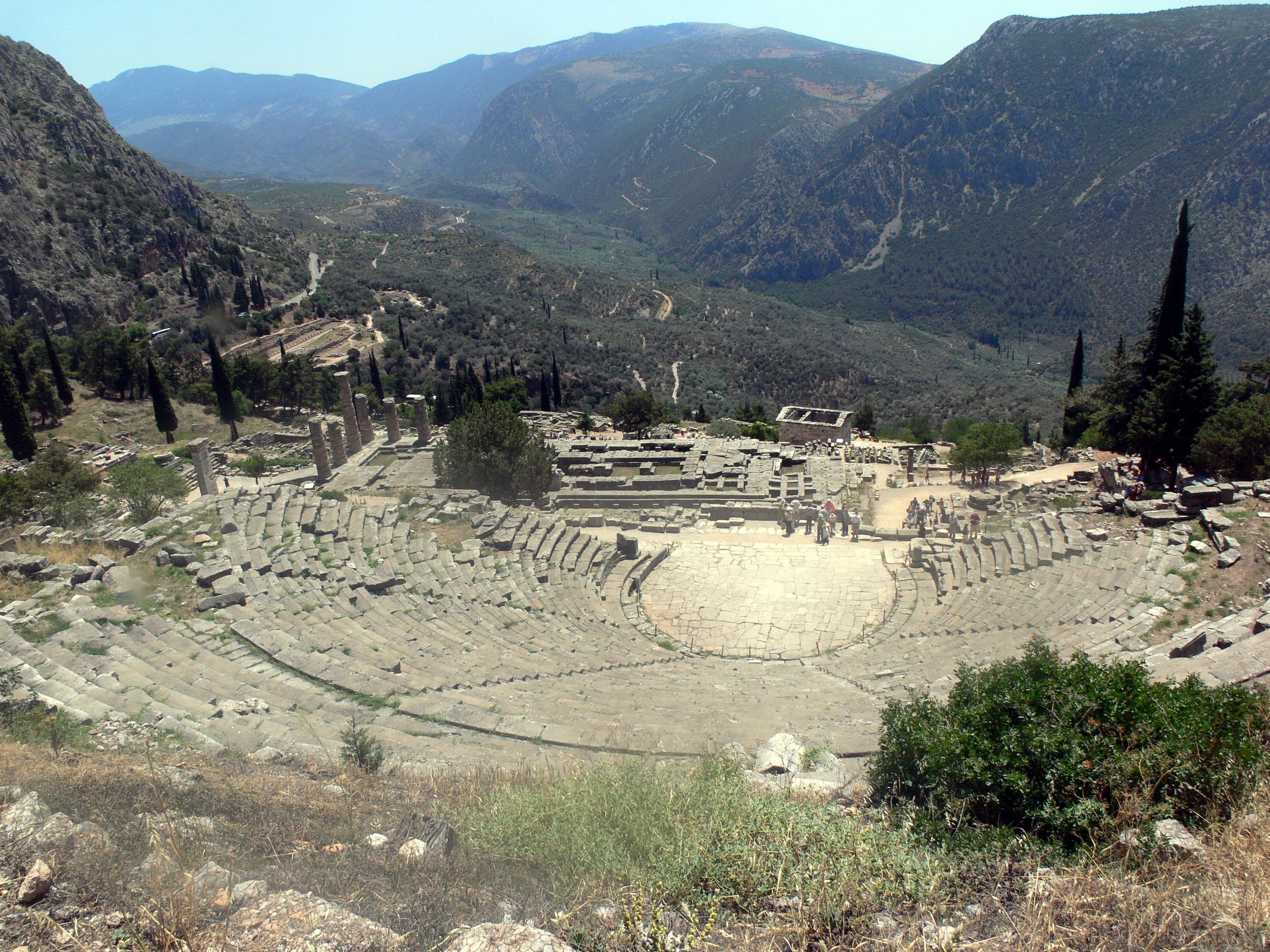
Delphi

Brennus tấn công đến Delphi, nơi ông đã bị đánh bại và buộc phải rút lui, sau đó ông đã chết vì vết thương nhận phải trong trận chiến. Quân đội của ông đã phải rút trở lại sông Spercheios nơi nó bị tan tác bởi người Thessaly và Malia.
Cả hai nhà sử học mà có ghi chép liên quan đến cuộc tấn công vào Delphi, Pausanias và Junianus Justinus, nói rằng người Gauls bị đánh bại và đuổi đi. Họ đã gặp phải bởi một cơn bão dữ dội mà làm cho họ không thể cơ động hoặc thậm chí nghe thấy mệnh lệnh của họ. Đêm tiếp theo đó là sương mù, và vào buổi sáng người Hy Lạp đã tấn công họ từ cả hai phía. Brennus bị thương và người Gaul đã phải rút lui, giết chết những người bị thương mà đã không thể rút lui.